# Rejestr funduszy inwestycyjnych
Rejestr funduszy inwestycyjnych – publiczny rejestr funduszy inwestycyjnych prowadzony w Polsce przez Sąd Okręgowy w Warszawie.
Jest to jawny rejestr istniejących funduszy inwestycyjnych prowadzony przez sąd rejestrowy, na podstawie przepisów prawa (art. 16-17 Ustawy z dnia 27 maja 2004 r. o funduszach inwestycyjnych i zarządzaniu alternatywnymi funduszami inwestycyjnymi).
Rejestr powinien zawierać aktualne informacje dotyczące funduszy inwestycyjnych:
- nazwę funduszu
- numer funduszu (w postaci 'RFi 000') w rejestrze, wraz z datą wpisania, dokonywania zmian (lub datą wykreślenia z rejestru)
- rodzaj funduszu
- organy funduszu, informacja o statucie funduszu, w tym cel inwestycyjny, zmiany w sytuacji prawnej i organizacyjnej funduszu
- czas trwania funduszu (w tym np. nieograniczony)
- bank depozytariusz funduszu.

Do rejestru wpisywany jest nowo tworzony fundusz inwestycyjny (wpis konstytutywny – powstanie osoby prawnej), do rejestru wpisywane są subfundusze wydzielone w funduszu inwestycyjnym z wydzielonymi subfunduszami – nie posiadające odrębnej osobowości prawnej.
Do rejestru funduszy inwestycyjnych wpisywane są m.in. takie zdarzenia w funduszu, jak:
- utworzenie nowego subfunduszu, likwidacja istniejącego subfunduszu
- zmiana towarzystwa zarządzającego funduszem bądź zmiana depozytariusza
- połączenie funduszy
- likwidacja funduszu
- zmiany w sposobie reprezentacji, organach towarzystwa zarządzającego funduszem.